# Mistrzostwa Europy w Lekkoatletyce 1946 – bieg na 200 m mężczyzn
Bieg na dystansie 200 metrów mężczyzn był jedną z konkurencji rozgrywanych podczas III Mistrzostw Europy w Oslo. Biegi eliminacyjne i półfinałowe oraz bieg finałowy zostały rozegrane 24 sierpnia 1946 roku. Zwycięzcą tej konkurencji został Rosjanin Nikołaj Karakułow. W rywalizacji wzięło udział dwudziestu dwóch zawodników z czternastu reprezentacji.

## Rekordy
| Rekord świata     | Jesse Owens (USA)        | 20,7 | Berlin, Niemcy          | 05.08.1936 |
| Rekord Europy     | William Applegarth (GBR) | 21,2 | Londyn, Wielka Brytania | 04.07.1914 |
| Rekord Europy     | Helmut Körnig (GER)      | 20,9 | Berlin, Niemcy          | 19.08.1928 |
| Rekord mistrzostw | Martinus Osendarp (NED)  | 21,2 | Paryż, Francja          | 04.09.1938 |

## Wyniki

### Eliminacje
Bieg 1
| Miejsce | Zawodnik          | Czas | Uwagi |
| ------- | ----------------- | ---- | ----- |
| 1       | Nikołaj Karakułow | 21,9 | Q     |
| 2       | Stig Danielsson   | 21,9 | Q     |
| 3       | Carlo Monti       | 22,3 | Q     |
| 4       | Gabe Scholten     | 22,4 |       |
| 5       | Roman Sienicki    | 23,6 |       |

Bieg 2
| Miejsce | Zawodnik              | Czas | Uwagi |
| ------- | --------------------- | ---- | ----- |
| 1       | Jiří David            | 22,3 | Q     |
| 2       | Finnbjörn Þorvaldsson | 22,4 | Q     |
| 3       | Chris van Osta        | 22,5 | Q     |
| 4       | Gerhard Fehrm         | 22,7 |       |
| 5       | Vanes Montanari       | 24,1 |       |

Bieg 3
| Miejsce | Zawodnik         | Czas | Uwagi |
| ------- | ---------------- | ---- | ----- |
| 1       | Julien Lebas     | 22,2 | Q     |
| 2       | John Archer      | 22,2 | Q     |
| 3       | Fernand Bourgaux | 22,7 | Q     |
| 4       | Børge Stougaard  | 22,8 |       |
| 5       | Egon Solymossy   | 23,1 |       |
| 6       | Marko Račič      | 23,6 |       |

Bieg 4
| Miejsce | Zawodnik          | Czas | Uwagi |
| ------- | ----------------- | ---- | ----- |
| 1       | Haakon Tranberg   | 22,1 | Q     |
| 2       | Agathon Lepève    | 22,3 | Q     |
| 3       | Mirko Paráček     | 22,5 | Q     |
| 4       | François Braekman | 22,6 |       |
| 5       | Józef Rutkowski   | 22,8 |       |
| 6       | Robert Roach      | 23,1 |       |

### Półfinały
Półfinał 1
| Miejsce | Zawodnik          | Czas | Uwagi |
| ------- | ----------------- | ---- | ----- |
| 1       | John Archer       | 22,0 | Q     |
| 2       | Jiří David        | 22,1 | Q     |
| 3       | Nikołaj Karakułow | 22,1 | Q     |
| 4       | Agathon Lepève    | 22,2 |       |
| 5       | Mirko Paráček     | 22,7 |       |
| 6       | Chris van Osta    | DNS  |       |

Półfinał 2
| Miejsce | Zawodnik              | Czas | Uwagi |
| ------- | --------------------- | ---- | ----- |
| 1       | Stig Danielsson       | 22,0 | Q     |
| 2       | Haakon Tranberg       | 22,0 | Q     |
| 3       | Julien Lebas          | 22,1 | Q     |
| 4       | Fernand Bourgaux      | 22,2 |       |
| 5       | Carlo Monti           | 22,2 |       |
| 6       | Finnbjörn Þorvaldsson | 22,3 |       |

### Finał
| Miejsce | Zawodnik          | Czas | Uwagi |
| ------- | ----------------- | ---- | ----- |
| 1       | Nikołaj Karakułow | 21,6 | NR    |
| 2       | Haakon Tranberg   | 21,7 |       |
| 3       | Jiří David        | 21,8 |       |
| 4       | Stig Danielsson   | 21,9 |       |
| 5       | Julien Lebas      | 22,0 |       |
| 6       | John Archer       | 22,0 |       |